# Allopoda californica
Allopoda californica là một loài bọ cánh cứng trong họ Scraptiidae. Loài này được Schaeffer miêu tả khoa học năm 1917.